# グリム組曲
『グリム組曲』（グリムくみきょく、英題：The Grimm Variations）は、WIT STUDIO制作による日本のWebアニメ。また、それを原作とする漫画作品。2024年4月17日よりNetflixにて独占配信されている。

## 概要
グリム童話にダークな解釈を加えた6つの物語が展開されるオムニバス形式の作品。「シンデレラ」「赤ずきん」「ヘンゼルとグレーテル」「小人の靴屋」「ブレーメンの音楽隊」「ハーメルンの笛吹き」を題材とする。各話ごとに異なる監督が担当し、それぞれの監督の個性が反映された物語が展開される。各話に散りばめられたメタファーを通して、現代社会の問題や人間の普遍的な欲望・葛藤を描いている。

## 沿革
2021年6月15日、フランスで開催された「アヌシー国際アニメーション映画祭2021」にて『「グリム」プロジェクト』として製作を発表。CLAMPによるティザーアートとともに、脚本を横手美智子が、アニメーション制作をWIT STUDIOが担当することが明かされた。
2024年3月22日、正式タイトル『グリム組曲』と配信開始日が発表された。
2024年3月23日には、キービジュアルや予告編とともに、メインスタッフ・キャスト情報が発表された。

## ストーリー
プロローグ
国中から収集したメルヘンを編纂しているヤコブとヴィルヘルム兄弟と、妹のシャルロッテ。兄弟が集めたメルヘンに対して、シャルロッテは疑問を投げかける。本当にシンデレラはいじめられていたのか。もしも狼が沢山いて、赤ずきんが普通の少女ではなかったなら。グレーテルは、実はヘンゼルのイマジナリーフレンドだったのではないか。小人の力を借りることが、必ずしも幸せに繋がるとは限らないのではないか。敵を倒すために一致団結した動物たちは、敵を打倒した後も仲良く暮らせるのか。笛吹き男に連れ去られた子どもたちは、その後どうなったのか。シャルロッテは頭の中で、それぞれの物語を兄たちとは違った角度から解釈する。

## メインスタッフ
|                              | プロローグ エピローグ | 第一話              | 第二話              | 第三話              | 第四話         | 第五話          | 第六話         |
| ---------------------------- | --------------------- | ------------------- | ------------------- | ------------------- | -------------- | --------------- | -------------- |
| 監督                         | 久保雄太郎 米谷聡美   | 金森陽子            | 赤松康裕            | 橋口淳一郎          | 鎌倉由実       | 竹内雅人        | 仲澤慎太郎     |
| 脚本                         | 横手美智子            | 横手美智子          | 横手美智子          | 横手美智子          | 横手美智子     | 横手美智子      | 横手美智子     |
| キャラクター原案             | CLAMP                 | CLAMP               | CLAMP               | CLAMP               | CLAMP          | CLAMP           | CLAMP          |
| キャラクターデザイン         | 鳥井なみこ            | 大杉尚広            | 大杉尚広            | 大杉尚広            | 米川麻衣       | 大杉尚広        | 米川麻衣       |
| プロップデザイン             | N/A                   | 石森連 ヒラタリョウ | 石森連 ヒラタリョウ | 石森連 ヒラタリョウ | 米川麻衣       | 瀬田美晴        | 米川麻衣       |
| 色彩設計                     | 伊藤唯                | 橋本賢              | 橋本賢              | 橋本賢              | 佐藤真由美     | 橋本賢          | 佐藤真由美     |
| 色彩設計                     | N/A                   | N/A                 | N/A                 | 今野成美            | N/A            | N/A             | N/A            |
| 美術監督                     | N/A                   | 加藤浩 後藤千尋     | 加藤浩 後藤千尋     | 加藤浩 後藤千尋     | 大野広司       | 加藤浩 後藤千尋 | 大野広司       |
| 美術デザイン                 | N/A                   | 加藤浩              | 加藤浩              | 加藤浩              | 大野広司       | 加藤浩          | N/A            |
| 撮影監督                     | 横井武尊              | 鈴木麻予            | 田中宏侍            | 太田帆波            | 田中宏侍       | 太田帆波        | 田中宏侍       |
| 編集監督                     | N/A                   | 坂本久美子          | 坂本久美子          | 長坂智樹            | 濱宇津妙子     | 長坂智樹        | 濱宇津妙子     |
| 音響監督                     | 小泉紀介              | 小泉紀介            | 小泉紀介            | 小泉紀介            | 小泉紀介       | 小泉紀介        | 小泉紀介       |
| 音響制作                     | dugout                | dugout              | dugout              | dugout              | dugout         | dugout          | dugout         |
| 音楽                         | 宮川彬良              | 宮川彬良            | 宮川彬良            | 宮川彬良            | 宮川彬良       | 宮川彬良        | 宮川彬良       |
| アニメーション制作           | WIT STUDIO            | WIT STUDIO          | WIT STUDIO          | WIT STUDIO          | WIT STUDIO     | WIT STUDIO      | WIT STUDIO     |
| 制作協力                     | N/A                   | N/A                 | N/A                 | N/A                 | Production I.G | N/A             | Production I.G |
| プロデューサー               | 和田丈嗣              | 和田丈嗣            | 和田丈嗣            | 和田丈嗣            | 和田丈嗣       | 和田丈嗣        | 和田丈嗣       |
| エグゼクティブプロデューサー | 櫻井大樹              | 櫻井大樹            | 櫻井大樹            | 櫻井大樹            | 櫻井大樹       | 櫻井大樹        | 櫻井大樹       |
| 製作                         | Netflix               | Netflix             | Netflix             | Netflix             | Netflix        | Netflix         | Netflix        |

## 各話リスト
| 話数 | サブタイトル         | 絵コンテ              | 演出                                | 作画監督                                                  | 総作画監督 |
| ---- | -------------------- | --------------------- | ----------------------------------- | --------------------------------------------------------- | ---------- |
| 1    | シンデレラ           | 金森陽子              | 金森陽子                            | 西畑あゆみ 沼田くみ子 髙久美弥 山本祐子 手塚響平 高橋直子 | 大杉尚広   |
| 2    | 赤ずきん             | 赤松康裕              | 赤松康裕                            | 沼田くみ子 山本祐子 髙久美弥 Marc Galang 張紹偉           | 大杉尚広   |
| 3    | ヘンゼルとグレーテル | 橋口淳一郎            | 橋口淳一郎 松川朋弘                 | 簑輪愛子 Marc Galang 山本祐子 髙久美弥 沼田久美子 星野拓  | 大杉尚広   |
| 4    | 小人の靴屋           | 鎌倉由実 笹木信作     | 鎌倉由実                            | 石川真理子 米川麻衣 折井一雅 名倉智史 片桐貴悠            | -          |
| 5    | ブレーメンの音楽隊   | 竹内雅人 尾東ノブヒコ | 川部真也 三上彩 赤松康裕 橋口淳一郎 | 大杉尚広 簑輪愛子 沼田くみ子 髙久美弥 星野拓              | 大杉尚広   |
| 6    | ハーメルンの笛吹き   | 仲澤慎太郎            | 仲澤慎太郎                          | 名倉智史                                                  | -          |

## 漫画
2024年4月17日から5月29日にかけてマガジンポケットにて連載された。作画は恵広史が担当する。
書誌情報
- Netflix（原作）・恵広史（漫画）『グリム組曲』講談社〈KCデラックス〉

| 巻数                | 発売日               | 収録話                                                                            | ISBN                   |
| グリム組曲（全2巻） | グリム組曲（全2巻）  | グリム組曲（全2巻）                                                               | グリム組曲（全2巻）    |
| ------------------- | -------------------- | --------------------------------------------------------------------------------- | ---------------------- |
| 上                  | 2024年5月9日[書誌 1] | - 第1話「シンデレラ」 - 第2話「赤ずきん」 - 第3話「ヘンゼルとグレーテル」         | ISBN 978-4-06-535495-7 |
| 下                  | 2024年7月9日[書誌 2] | - 第4話「小人の靴屋」 - 第5話「ブレーメンの音楽隊」 - 第6話「ハーメルンの笛吹き」 | ISBN 978-4-06-535494-0 |